# 弱身短吻獅子魚
弱身短吻獅子鱼，为輻鰭魚綱鮋形目杜父魚亞目狮子鱼科的其中一種。分布於北太平洋區的白令海海域，屬深海魚類，棲息在水深882公尺的水域，生活習性不明。